# Fojia bumui
Fojia bumui là một loài thằn lằn trong họ Scincidae. Loài này được Greer & Simon mô tả khoa học đầu tiên năm 1982.